# Trino (música)

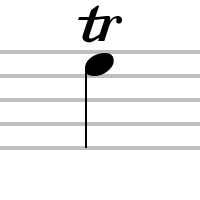
Figura nº 1. Trino.

El trino es un adorno musical que consiste en una alternancia entre dos notas adyacentes, por lo general estando a un semitono o un tono de distancia, que puede ser identificado por el contexto del trino. En otros idiomas se utilizan términos como trill en inglés, trillo en italiano, trille en francés y triller en alemán. (Atención: se hace respetando la armadura) La rapidez de la alternancia depende del carácter de la música que lo lleva. 

## Representación en el pentagrama
Este adorno musical se representa en las partituras y partichelas mediante las letras tr, o bien sólo con una t, situadas por encima de la nota que se considera principal en este trino. En ocasiones tales letras tr han ido seguidas de una línea ondulada e incluso se ha llegado a representar directamente mediante la línea ondulada sin las letras, sobre todo en la música del Barroco y de principios del Clasicismo. La extensión de la línea ondulada normalmente denota la cantidad de tiempo que hay que mantener el trino.
No obstante, ambos signos, las letras tr y la línea ondulada, son necesarios para aclarar el sentido del trino cuando este se aplica a más de una nota o bien a notas ligadas. Así mismo, no habrá lugar a dudas si se utilizan ambos signos cuando el trino va asociado a una única figura musical o cabeza de nota en una parte, que se corresponde con figuras de valores más cortos en otra parte.

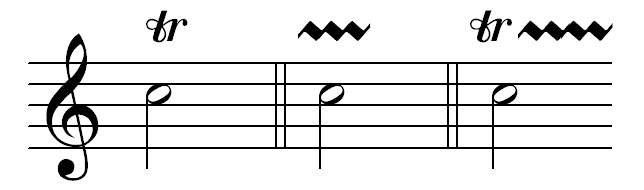
Figura 2. Diversas opciones de notación del trino.

El signo del trino puede afectar a dos notas simultáneamente. En ese caso los trinos dobles de terceras y sextas o bien de octavas se ejecutan paralelamente.
Cuando en un único pentagrama hay dos voces o partes y se necesita indicar un trino en la voz inferior, el signo de trino se coloca por debajo de la nota. En el caso de que la nota auxiliar del trino requiera una alteración, para representarla se utiliza un signo de alteración pequeña junto con el signo de trino.

## Usos y efectos diferentes
La ejecución de un trino consiste en alternar con gran rapidez ambas notas implicadas, es decir, la nota principal que figura en la partitura y la nota auxiliar, que sería la nota natural inmediatamente superior en la escala diatónica en función de la tonalidad en la que esté el pasaje. Así pues, el intervalo entre la nota principal y la auxiliar dependerá de la armadura, a menos que aparezca indicado expresamente en el signo del trino que este deba interpretarse con una alteración en la nota auxiliar. 

### Tipos
La forma de interpretar los trinos ha ido variando a lo largo del tiempo, dando lugar a los siguientes tipos de trinos: 
- Trino directo: es aquel que comienza y finaliza con la nota principal, salvo cuando la nota siguiente sea de igual nombre y sonido. Este es el tipo más habitual actualmente.
- Trino invertido: es aquel que empieza con la nota auxiliar superior y termina con la nota principal. Era el más común en el Barroco y principios del Clasicismo.[4]
- Trino con preparación: es aquel que va precedido por un grupo de notas entre las que hay alguna que no es la nota principal ni la auxiliar y finaliza con la nota principal. Al interpretarlo, tales notas deben incluirse dentro de la medida del trino. En el Barroco la preparación se indicaba mediante una línea curva anterior a la línea ondulada. La preparación puede ser ascendente o descendente, lo cual se representa mediante la forma de la línea curva o bien con una serie de apoyaturas antes de la nota que lleva la indicación de trino. Esto da lugar a los siguientes subtipos de trino:
  - Trino ascendente: si la preparación consiste en dos notas que ascienden por grados conjuntos hasta la nota principal.
  - Trino descendente: si la preparación consiste en dos notas que descienden por grados conjuntos hasta la nota principal.[7]

En ambos casos, la primera de las dos notas coincide con el pulso y tanto las dos notas de la preparación como las que forman el trino presentan la misma duración.
- Trino con resolución: es aquel que acaba con un grupo de notas entre las que hay alguna que no es la nota principal ni la auxiliar. Al igual que en el caso anterior, dichas notas se incluyen dentro del número de fusas necesarias para su ejecución. En el Barroco existía un único tipo de resolución consistente en que la última alternancia no fuese entre la nota principal y la superior sino entre la principal y la inferior. De esta manera, el final del trino se asemeja a otro tipo de ornamento musical denominado grupeto. En las partituras se representaba mediante una línea curva al final del signo de trino, siendo en este caso indiferente la forma de dicha línea puesto que sólo había una resolución posible. También podía señalarse mediante unas cuantas apoyaturas tras la nota que lleva la indicación de trino.
- Trino con preparación y resolución: es aquel que reúne las características de ambos tipos.
- Trino cadencial: es aquel que va asociado con una cadencia.

Este adorno suele emplearse para poner de relieve una nota larga, aunque también puede asociarse con valores más pequeños. Los trinos sobre notas breves suelen ser equivalentes a un mordente superior, también llamado semitrino. Cuando el tempo es rápido y la nota es corta, puede que el trino se reduzca a tocar la nota principal, la superior y otra vez la principal, sin tiempo para más alternancias. En consecuencia, el número total de notas que componen un trino dependerá del tempo de la pieza, de la figura musical a la que se aplica y de la forma en que el intérprete lo toque o lo cante. 
De todos modos, lo cierto es que habitualmente esta alternancia entre notas no es medida, no sigue un ritmo regular y estipulado. De hecho, en ocasiones sucede que la rapidez en la alternancia de notas varía a lo largo de la duración del trino, normalmente en el sentido de acelerarse. 
Las diversas variantes en la manera de interpretar un trino acaban siendo, en definitiva, una cuestión tanto de gusto personal como de aproximación a la forma en que debió interpretarse en el contexto histórico y cultural en el que la música fue creada.
Su estudio siempre representa para los ejecutantes un gran desafío, ya que requiere una mezcla de relajación y velocidad muy determinada. Como se suele decir "la ejecución del trino es el espejo de la técnica del instrumentista".

## Técnicas interpretativas
El trino aparece con frecuencia en la música clásica escrita para todos los instrumentos, aunque es más fácil de ejecutar en algunos que en otros. 
- En el piano un trino es relativamente fácil de producir. Si bien, al pianista le resultará más difícil de ejecutar el trino cuando implique los dedos débiles de la mano (en digitación 3, 4 y 5), siendo el trino formado por los dedos 4 y 5 el más complejo.
- En los instrumentos de viento metal una ejecución apropiada requiere una mayor destreza y se produce mediante la rápida alternancia de armónicos.
- En instrumentos como la flauta travesera y el oboe, se utilizan dos llaves de trino para alternar rápidamente entre dos notas adyacentes.
- En el clarinete, los trinos a través del denominado break entre registros son muy difíciles y a menudo se encuentran en la literatura virtuosística.
- En la guitarra, un trino es una serie de hammer-ons y pull-offs, que por lo general se ejecuta utilizando sólo los dedos de la mano de los trastes, pero pueden utilizarse ambas manos.
- En los instrumentos de cuerda frotada, el violín y la viola en particular, el trino es relativamente fácil de ejecutar. Consiste en un movimiento de arco directo acompañado de la oscilación de un solo dedo contra la nota principal que es detenida por el dedo posterior, o más raramente, la cuerda al aire.

### En música vocal
La música vocal de la tradición clásica ha incluido una variedad de adornos conocidos como trinos desde la época de Giulio Caccini. En el prefacio de su obra Le nuove musiche, describe tanto la «sacudida» (shake) (lo que comúnmente se conoce hoy como el trino) y el «trino» (ahora a menudo llamado trino barroco o de Monteverdi). Sin embargo, en la época del bel canto italiano compositores como Rossini, Donizetti y Bellini, la alternancia rápida entre dos notas que Caccini describe como «sacudida», se prefería y se conocía como «trino».
Los cantantes de coloratura, en particular las voces de soprano aguda y tenor, con frecuencia se requiere que interpreten trinos no sólo en las obras de estos compositores, sino en gran parte de su repertorio. La soprano Joan Sutherland era particularmente famosa por la regularidad y rapidez de su trino, y en realidad nunca tuvo que aprender a "trinar" según declaró en una entrevista. El trino suele ser una característica de una línea adornada de solista, pero existen trinos corales o el coro, sobre todo en la escena triunfal del segundo acto de Aida de Verdi. 
Aunque se han incluido trinos en un gran número de piezas de música vocal, es una rareza encontrar un cantante con un trino rápido. Las opiniones están divididas en cuanto a si se puede enseñar o aprender a interpretar un trino de manera apropiada, pese a que la mezzosoprano Marilyn Horne afirmaba frecuentemente que ella logró su trino mediante un ejercicio que se enseña comúnmente, alternando entre dos notas, comenzando lentamente y aumentando la velocidad con el tiempo. El director del Rossini Opera Festival, Alberto Zedda, en una entrevista habló sobre una "deficiencia técnica generalizada", la incapacidad de ejecutar trinos, constituye una fuente de "angustia y frustración".

### En instrumentos de viento (metal)
Los trinos se puede tocar en instrumento de viento metal sin válvulas mediante la rápida ligadura entre dos notas adyacentes por medio de la embocadura - esto se conoce coloquialmente como "trino de labio". Esta era una práctica común en las trompetas y trompas naturales del periodo barroco / clásico. En cualquier caso, el "trino de labio" a menudo se sigue utilizando en la moderna trompa en lugares donde los armónicos están sólo a un tono de distancia (aunque esto puede ser difícil para intérpretes inexpertos). Tales trinos son también un rasgo estilístico de la música jazz particularmente en las partes de trompeta.

## Historia
Se pueden distinguir tres clases de trinos según el contexto de la interpretación:
- El barroco o trino invertido, que se interpreta comenzando en la nota auxiliar superior, es decir, como si hubiese una apoyatura antes.[1][3]
- El clásico o trino directo, que se interpreta comenzando en la nota principal.
- El romántico, que se interpreta de manera que al principio las notas no son muy seguidas pero posteriormente se interpretan de forma continua.

### Barroco

Figura 5. Tabla que muestra cómo realizar diferentes tipos de trinos al tocar música barroca (1600-1750). Nótese la similitud entre el signo de trino y el de mordente.
Fue introducida por Bach en su Pequeño libro de Wilhelm Friedemann Bach. El original es Baroque Trill Instructions.png.

En la música del Barroco empleaban una serie de signos específicos que permitían explicar diversos patrones de comienzos y finales de los trinos. Johann Sebastian Bach en su obra Pequeño libro de Wilhelm Friedemann Bach hace una lista de esta clase de signos y propone la forma correcta de resolverlos. La interpretación del trino se dejaba a gusto del intérprete, siempre que no hubiera ninguno de estos signos específicos. No obstante, los trinos solían comenzarse por la nota auxiliar o superior, lo que producía un efecto armónico de suspensión que se resolvía al cabo de un momento en la nota principal. Si bien, en esta época el trino se empezaba en la nota principal cuando la nota inmediatamente anterior a la trinada era la superior, puesto que ya se había producido el efecto de suspensión justo antes. 
Los diversos signos específicos para los trinos y las técnicas que eran comunes en el período barroco y principios del período clásico han caído completamente en desuso. Por ejemplo, el breve Pralltriller representado por una línea ondulada muy breve, que aparece mencionado por Carl Philipp Emanuel Bach en su Ensayo sobre el verdadero arte de tocar los instrumentos de tecla (1753-1762). 

«El gusto por las cadencias (como el gusto por las secuencias), y con ellos la obligación de llevar sus trinos cadenciales implícitos, fue... arraigando en los músicos del barroco... Para aquellos a quienes no les gustan las cadencias, las secuencias y los trinos cadenciales, la música barroca no es la escena.» —

### Clasicismo
En el Clasicismo cuando no había ninguna indicación específica sobre el trino, lo que se esperaba del intérprete era en esencia similar a lo que se esperaba en el Barroco. Con el tiempo todos los trinos pasaron a iniciarse en la nota principal. 

### Romanticismo
En el siglo XIX el trino va perdiendo progresivamente el carácter de apoyatura, pasando a ser un timbre virtuoso de la nota principal que es la que inicia el trino. Con frecuencia se escribe la correspondiente apoyatura que lo indica.